# Гильза (деталь)
Гильза (от нем. Hülse) — деталь механизма или другого изделия, имеющая форму трубы (как правило, тонкостенной).

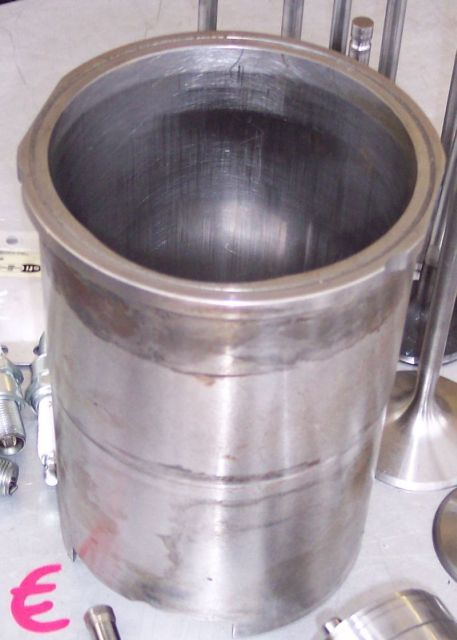
Гильза цилиндра

## Виды технических гильз
Гильза цилиндра является сменной частью блока цилиндров двигателя внутреннего сгорания изготавливается из чугуна высокой прочности или специальных сталей и воспринимает повышенные термические и механические нагрузки, тогда как остальной блок цилиндров отливается из более лёгкого и дешёвого сплава.
Гильза кабельная предназначена для соединения проводов и кабелей, закрепляется опрессовкой.
Гильза для термометра (термодатчика) — чехол, который защищает чувствительный элемент от агрессивных воздействий исследуемой среды.